# Justice (couraçado)
O Justice foi um couraçado pré-dreadnought operado pela Marinha Nacional Francesa e a segunda embarcação da Classe Liberté, depois do Liberté e seguido pelo Vérité e Démocratie. Sua construção começou em abril de 1903 na Forges et Chantiers de la Méditerranée e foi lançado ao mar em outubro de 1904, sendo comissionado na frota francesa em abril de 1908. Era armado com quatro canhões de 305 milímetros em duas torres de artilharia duplas, tinha um deslocamento carregado de quase quinze mil toneladas e alcançava uma velocidade máxima de dezoito nós.
O Justice serviu na Esquadra do Mediterrâneo com seus irmãos. Suas principais atividades consistiram em exercícios de rotinas, manobras junto com a frota, visitas e portos estrangeiros e revistas navais e homenagem a dignitários estrangeiros. Com o início da Primeira Guerra Mundial em 1914, o navio escoltou comboios de tropas do Norte da África e então foi enviado para o Mar Adriático a fim de conter a Marinha Austro-Húngara, participando da Batalha de Antivari em agosto. Ele pouco fez depois disso e ficou até meados de 1915 apenas em patrulhas sem incidentes.
O couraçado foi transferido para Grécia em 1916 a fim de pressionar os gregos a entrarem na guerra pelo lado dos Aliados, ficando estacionado em Salonica até o final da guerra, pouco fazendo nesse período. Ele foi para o Mar Negro ao final do conflito supervisionar a rendição de forças alemãs no local, em seguida envolvendo-se na intervenção dos Aliados na Guerra Civil Russa. Sua tripulação brevemente se amotinou em 1919 por estar cansada da guerra. Foi transformado em um navio-escola e descomissionado em março de 1921, sendo desmontado pouco depois.

## Projeto
Os couraçados da classe Liberté foram originalmente planejados para fazer parte da classe République, que totalizaria seis navios. Após o início dos trabalhos nos dois primeiros navios, os britânicos iniciaram a construção da classe King Edward VII. Esses navios carregavam uma bateria secundária de 230 milímetros, o que levou o Estado-Maior Naval francês a solicitar que os últimos quatro République fossem redesenhados para incluir uma bateria secundária mais pesada em resposta. Ironicamente, o projetista, Louis-Émile Bertin, propôs tal armamento para a classe République, mas o Estado-Maior o rejeitou uma vez que os canhões maiores tinham uma cadência de tiro menor do que os de 164 milímetros que foram selecionados para o projeto do République. Como os navios eram bastante semelhantes, exceto no armamento, os Liberté são às vezes considerados uma subclasse da République.
O Justice tinha um comprimento total de 135,25 metros, uma boca de 24,25 metros e um calado médio de 8,2 metros. Ele deslocava 14 900 toneladas em plena carga e foi equipado com uma proa de rostro. O encouraçado era movido por três motores verticais a vapor de tripla expansão, cada um acionando um eixo de hélice usando vapor fornecido por 24 caldeiras Niclausse. Eles foram avaliados em 17 500 cavalos e proporcionavam uma velocidade máxima de dezoito nós (33 quilômetros por hora). O armazenamento de carvão totalizava 1 800 toneladas, que proporcionava um alcance máximo de dezsseis mil quilômetros a uma velocidade de cruzeiro de dez nós (dezenove quilômetros por hora). Ele tinha uma tripulação de 32 oficiais e 710 homens alistados.
A bateria principal do Justice consistia em quatro canhões Modèle 1893/96 de 305 milímetros montados em duas torres de canhão duplas, uma à frente e outra à ré da superestrutura. Seu armamento secundário consistia em dez canhões Modèle 1902 de 194 milímetros; seis foram montados em torres únicas e quatro em casamatas no casco. As torres individuais foram dispostas em pares, uma colocada lado a lado com os funis de proa, outras duas ao meio do navio e o terceiro par lado a lado com o funil traseiro. Ele também carregava treze canhões Modèle 1902 de 65 milímetros e dez canhões Modèle 1902 de 47 milímetros para defesa contra torpedeiros. O navio estava armado com dois tubos de torpedo de 450 milímetros, que ficavam submersos no casco na lateral.
O cinto de blindagem da linha d'água da classe Liberté era tinha 280 milímetros de espessura no meio do navio e reduzido para 180 milímetros nas extremidades dos navios. Estava conectado aos dois conveses blindados; o andar superior era de 54 milímetros de espessura enquanto o convés inferior tinha 52 milímetros, com setenta milímetros nos lados inclinados. Os canhões da bateria principal eram protegidos por até 360 milímetros de blindagem nas frentes das torres, enquanto as torres secundárias tinham 156 milímetros de armadura nos rostos. As casamatas foram protegidas com 174 milímetros de chapa de aço. A torre de comando tinha 266 milímetros nos lados.

### Modificações

Ilustração do Justice navegando

A Marinha realizou testes para determinar se as torres da bateria principal poderiam ser modificadas para aumentar a elevação dos canhões (e consequentemente o seu alcance), a resposta foi negativa. Em vez disso, a Marinha descobriu que os tanques de ambos os lados do navio poderiam ser inundados para induzir um salto de 2 graus. Isso aumentou o alcance máximo das armas de 12 500 para 13 500 metros. Novos motores foram instalados nas torres secundárias em 1915–1916 para melhorar suas taxas de treinamento e elevação. Também em 1915, os canhões de 47 milímetros localizados em cada lado da ponte foram removidos e os dois na superestrutura traseira foram movidos para o teto da torre traseira. Em 8 de dezembro de 1915, o comando naval emitiu ordens para que a bateria leve fosse revisada para oito canhões de 47 milímetros e dez canhões de 65 milímetros. A bateria leve foi revisada novamente em 1916, com quatro canhões de 47 milímetros sendo convertidos com montagens antiaéreas de alto ângulo. Eles foram colocados no topo da torre da bateria principal traseira e nos telhados das torres secundárias número 7 e 8.
Em 1912–1913, o navio recebeu dois 2 m (6 ft 7 in) Telêmetros Barr & Stroud; no final da Primeira Guerra Mundial, o navio estava equipado com dois telêmetros de 2,74 metros, além dos de dois metros. Um destes últimos foi movido para a superestrutura de popa e configurado para controle de fogo em alto ângulo.

## Histórico de serviço

### Construção – 1910

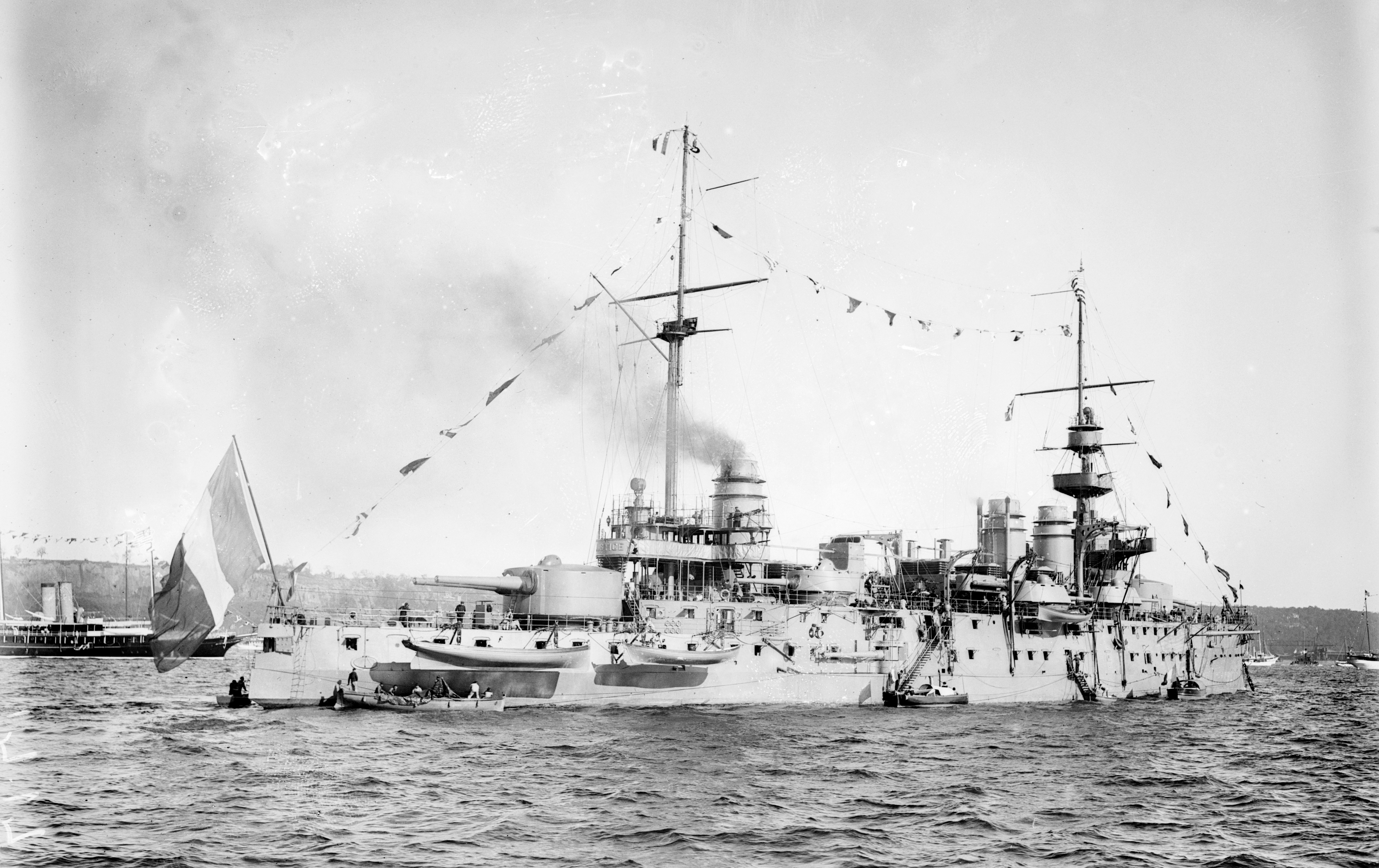
Justice na celebração Hudson-Fulton nos Estados Unidos

Com um orçamento inicial de 41 565 620 francos franceses, o Justice foi batido no estaleiro La Seyne em Toulon em 1 de abril de 1903, lançado em 27 de outubro de 1904 e concluído em 15 de abril de 1908. Isso aconteceu mais de um ano depois que o revolucionário encouraçado britânico HMS Dreadnought entrou em serviço, o que tornou pré-dreadnoughts como o Justice desatualizados. Após o comissionamento, o Justice foi designado para a 2.ª Divisão da Esquadra do Mediterrâneo, servindo como sua nau capitânia, juntamente com seus irmãos Liberté e Vérité. O contra-almirante Jules Le Pord era o comandante da divisão na época e embarcou no navio em 16 de abril. Começando em 10 de junho e durando até julho, as Esquadras do Mediterrâneo e do Norte conduziram as suas manobras anuais ao largo de Bizerta. Os navios da 2ª Divisão visitaram a cidade em outubro. Em 30 de dezembro, Justice, Vérité e os destróieres Carquois e Fanfare transportaram ajuda humanitária para Messina, na Sicília, para ajudar os sobreviventes de um terremoto lá.
Toda a esquadra foi atracada em Villefranche em fevereiro de 1909 e depois realizou exercícios de treino ao largo da Córsega, seguidos de uma revisão naval para o Presidente Armand Fallières em 26 de Abril. Durante este período de treinamento, em 17 de março, o Justice e os couraçados Liberté, Patrie, e République realizaram treinamento de artilharia, utilizando como alvo o antigo ironclad Tempête. Em junho, République, Justice e o cruzador protegido Galilée iniciaram treinamento no Atlântico; eles encontraram Patrie, Démocratie, Liberté e o cruzador blindado Ernest Renan em Cádiz, Espanha, em 12 de junho. O treinamento incluiu servir como alvo para os submarinos da frota no estreito de Pertuis d'Antioche. Os navios então seguiram para o norte, para La Pallice, onde realizaram testes com seus aparelhos sem fio e treinamento de artilharia na baía de Quiberon. De 8 a 15 de julho, os navios pararam em Brest e no dia seguinte partiram para Le Havre. Lá, eles encontraram o Esquadrão Norte para outra revisão da frota de Fallières em 17 de julho. Dez dias depois, a frota combinada navegou para Cherbourg, onde realizou outra revisão da frota, desta vez durante a visita do czar Nicolau II da Rússia.
Em 12 de setembro, o Justice e os outros couraçados da 2ª Divisão partiram de Brest com destino aos Estados Unidos. Lá eles representaram a França durante a Celebração Hudson-Fulton, que marcou o 300º aniversário da descoberta europeia do rio Hudson. Os navios voltaram a Toulon no dia 27 de outubro. O Justice juntou-se ao Patrie, République, Vérité, Démocratie e Suffren para um ataque simulado ao porto de Nice em 18 de fevereiro de 1910. Os navios da 1ª Esquadra realizaram exercícios de treino ao largo da Sardenha e da Argélia de 21 de maio a 4 de junho, seguidos de manobras combinadas com a 2ª Esquadra de 7 a 18 de junho. O Justice começou a ter problemas com sua bateria principal, então ele foi ao estaleiro em Toulon de 13 a 21 de julho para reparos. Um surto de febre tifóide entre as tripulações dos couraçados no início de dezembro obrigou a Marinha a confiná-los no Golfe-Juan para conter a febre. Em 15 de dezembro, o surto havia diminuído.

### 1911–1914

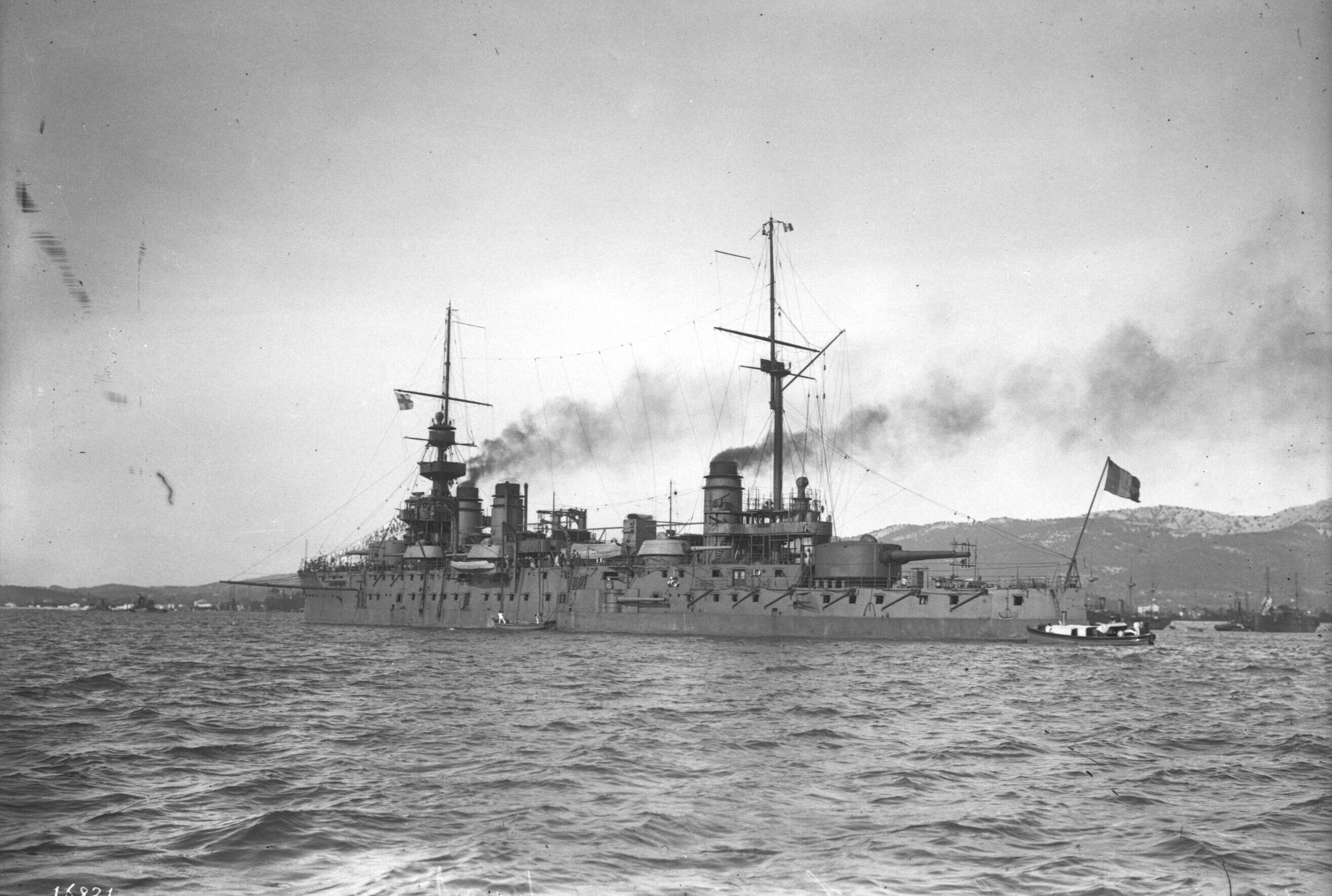
Justice em Toulon, outubro de 1911

Em 16 de abril de 1911, o Justice e o resto da frota escoltaram o Vérité, que tinha a bordo Fallières, o Ministro da Marinha Théophile Delcassé, e Charles Dumont, o Ministro das Obras Públicas, Correios e Telégrafos, até Bizerta. Eles chegaram dois dias depois e realizaram uma revisão da frota que incluiu dois couraçados britânicos, dois couraçados italianos e um cruzador espanhol em 19 de abril. A frota regressou a Toulon no dia 29 de abril, onde Fallières duplicou as rações das tripulações e suspendeu quaisquer punições para agradecer aos homens pelo seu desempenho. O Justice e o resto do 1º Esquadrão e os cruzadores blindados Ernest Renan e Léon Gambetta fizeram um cruzeiro no Mediterrâneo ocidental em maio e junho, visitando vários portos, incluindo Cagliari, Bizerta, Bône, Philippeville, Argel e Bugia. Em 1º de agosto, os couraçados da Classe Danton começaram a entrar em serviço e foram designados para o 1º Esquadrão, deslocando os navios das classes Liberté e République para o 2º Esquadrão. Em 4 de setembro, ambos os esquadrões realizaram uma grande revisão da frota de Fallières ao largo de Toulon. A frota partiu então no dia 11 de setembro para manobras ao largo de Golfe-Juan e Marselha, regressando a Toulon no dia 16 de setembro.
Em 25 de setembro, o Liberté foi destruído pela explosão de um paiol; uma comissão foi convocada a bordo do Justice no dia seguinte para investigar o acidente. Apenas um mês depois, a 26 de outubro, o Justice também pegou fogo e dois dos seus paióis dos canhões de 194 milímetros e um dos de 47 milímetros tiveram que ser inundados para evitar uma explosão semelhante. Acredita-se que o incêndio tenha sido iniciado por um curto-circuito no sistema elétrico próximo aos depósitos dianteiros. O fogo quase atingiu a munição dos carregadores quando o comandante do navio ordenou que estes fossem inundados, evitando uma explosão catastrófica. Isso ocorreu poucos dias depois que o encouraçado Suffren também teve que inundar seus depósitos para apagar outro incêndio acidental. A partir de então, a frota fez cruzeiros para Les Salins d'Hyères, Le Lavandou e Porquerolles até 15 de dezembro. Em algum momento de 1911, o navio apareceu no filme A Day on the French battleship "Justice".

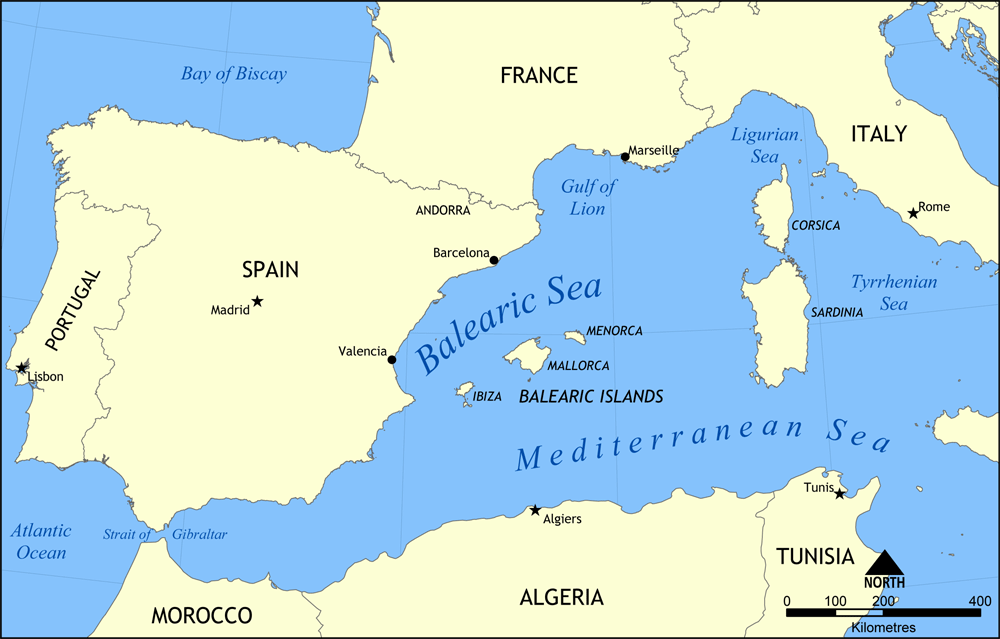
Mapa do Mediterrâneo Ocidental, onde o Justice passou a maior parte de sua carreira em tempos de paz

Em 19 de janeiro de 1912, o Justice e o encouraçado Danton navegaram para Malta na companhia dos destróieres Lansquenet e Carabinier. O Vérité juntou-se aos navios vindos de Bizerta e os cinco navios chegaram a Valeta no dia 22 de janeiro. Lá, eles encontraram o Rei George V e a Rainha Maria da Grã-Bretanha, que retornavam de sua viagem à Índia naquele ano. Em 24 de abril, o Justice foi ao mar com République para treinamento de artilharia no ancoradouro de Hyères; o Patrie e o Vérité se juntaram a eles no dia seguinte. O almirante Augustin Boué de Lapeyrère inspecionou ambos os esquadrões de couraçados em Golfe-Juan de 2 a 12 de julho, após o que os navios navegaram primeiro para a Córsega e depois para a Argélia. O resto do ano passou sem intercorrências para o Justice.
No início de 1913, o Justice e o restante do 2º Esquadrão participaram de exercícios de treinamento ao largo de Le Lavandou. A frota francesa, que então incluía dezasseis couraçados, realizou manobras em grande escala entre Toulon e a Sardenha a partir de 19 de maio. Os exercícios foram concluídos com uma revisão da frota para o presidente Raymond Poincaré. A prática de artilharia ocorreu de 1 a 4 de julho. O 2º Esquadrão partiu de Toulon em 23 de agosto com os cruzadores blindados Jules Ferry e Edgar Quinet e duas flotilhas de contratorpedeiros para realizar exercícios de treinamento no Atlântico. Durante a rota para Brest, os navios pararam em Tânger, Royan, Le Verdon, La Pallice, Baía de Quiberon e Cherbourg. Chegaram a Brest em 20 de setembro, onde encontraram uma esquadra russa de quatro couraçados e cinco cruzadores. Os navios então voltaram para o sul, parando em Cádiz, Tânger, Mers El Kébir, Argel e Bizerta antes de finalmente chegarem de volta a Toulon em 1º de novembro. Em 3 de dezembro, o République, o Justice, o Vérité e o Démocratie conduziram treinamento com torpedos e exercícios de telêmetro. Enquanto estava ancorado em Les Salins, na noite de 19 para 20 de dezembro, fortes ventos levaram o Démocratie para perto do Justice; A hélice de bombordo do Démocratie cortou a corrente da âncora de estibordo do Justice e a colisão derrubou duas placas de armadura deste último de sua proa. Ambas as embarcações foram forçadas a retornar a Toulon para reparos.

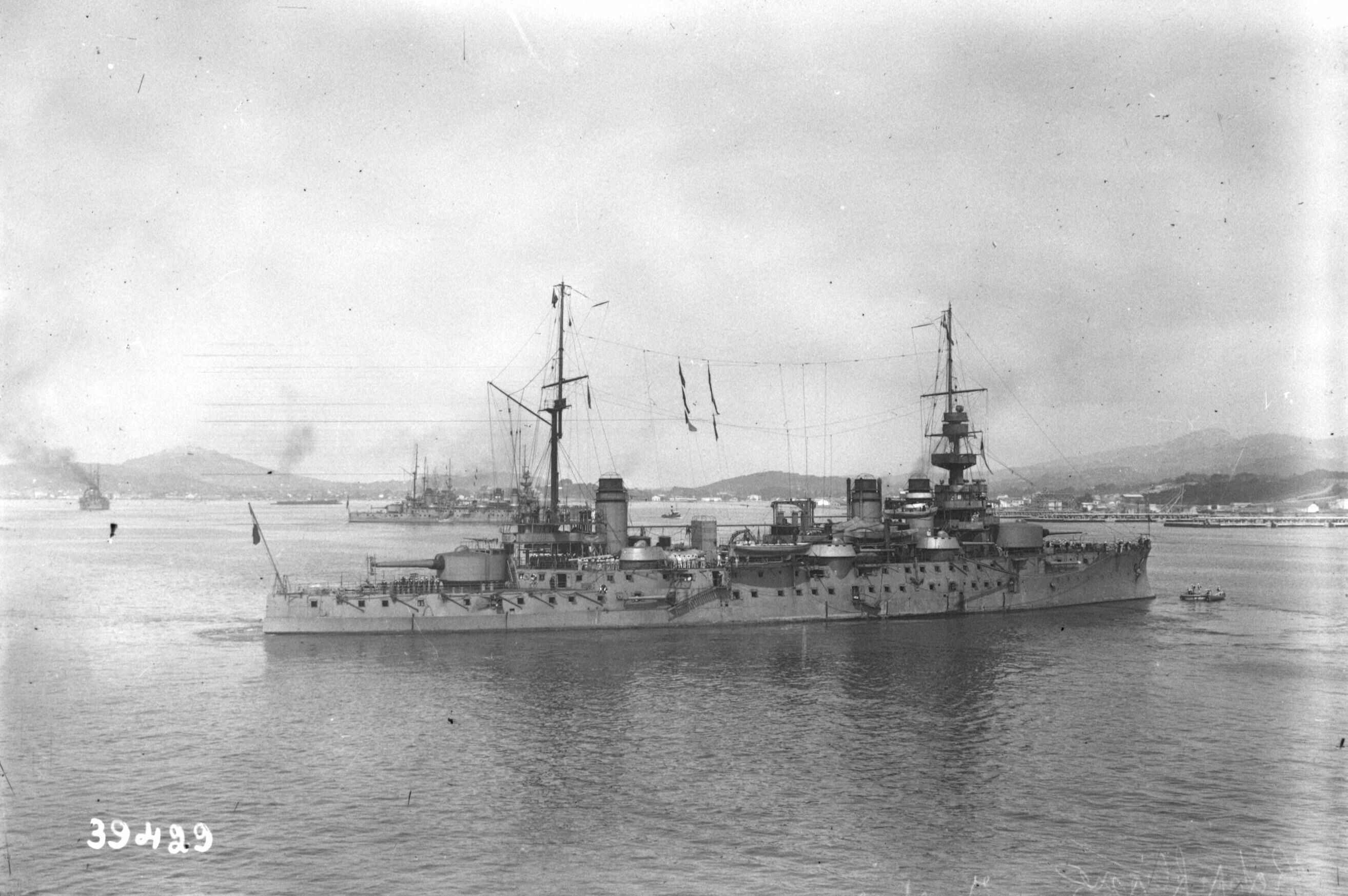
Justice em Toulon, maio de 1914

Depois de concluir os reparos, o Justice retornou a Les Salins no início de 1914, onde ele e os outros navios do 2º Esquadrão conduziram treinamento de torpedo em 19 de janeiro. Mais tarde naquele mês, eles viajaram para Bizerta antes de retornar a Toulon em 6 de fevereiro. Em 4 de março, o Justice, o Démocratie, o Vérité e o République juntaram-se aos couraçados do 1º Esquadrão e ao 2º Esquadrão Ligeiro para uma visita a Porto-Vecchio, na Sardenha. Em 30 de março, os navios da 2ª Esquadra partiram para Malta para visitar a Frota Britânica do Mediterrâneo, permanecendo lá até 3 de abril. A esquadra visitou vários portos em junho, mas após o assassinato do arquiduque Francisco Ferdinando e a crise de julho que se seguiu, a frota permaneceu perto do porto, fazendo apenas curtas surtidas de treinamento à medida que as tensões internacionais aumentavam.

### Primeira Guerra Mundial
Após a eclosão da Primeira Guerra Mundial em julho de 1914, a França anunciou a mobilização geral em 1º de agosto. No dia seguinte, Boué de Lapeyrère ordenou que toda a frota francesa começasse a aumentar o vapor às 22h15 para que os navios pudessem fazer uma surtida mais cedo no dia seguinte. Confrontada com a perspectiva de que a Divisão Alemã do Mediterrâneo - centrada no cruzador de batalha SMS Goeben - pudesse atacar os navios de tropas que transportavam o exército francês no Norte de África para a França metropolitana, a frota francesa foi encarregada de fornecer escolta pesada aos comboios. Assim, o Justice e o restante da 2ª Esquadra foram enviados para Argel, onde se juntaram a um grupo de sete navios de passageiros que contava com um contingente de sete mil soldados do XIX Corpo de exército. Nessa época, o Justice servia como nau capitânia do contra-almirante Tracou, comandante da 2ª Divisão do 2º Esquadrão. Enquanto estavam no mar, os novos couraçados Courbet e Jean Bart e os couraçados da classe Danton Condorcert e Vergniaud assumiram a escolta do comboio. Em vez de atacar os comboios, o Goeben bombardeou Bône e Philippeville e depois fugiu para o leste, para o Império Otomano.

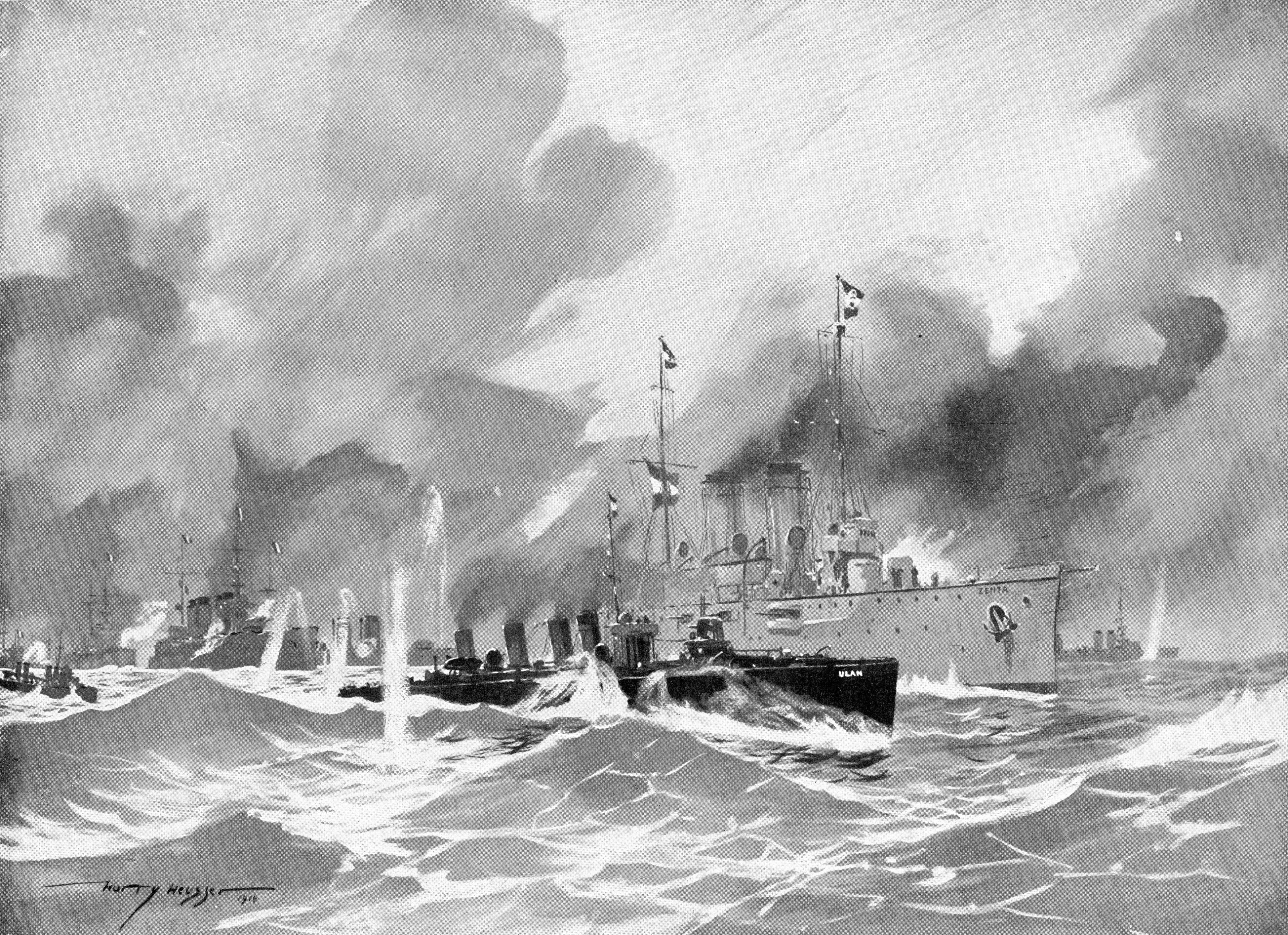
Os navios austro-húngaros e Ulan sob o fogo da frota francesa na Batalha de Antivari

A frota francesa patrulhou o extremo sul do Adriático durante os três dias seguintes com a expectativa de que os austro-húngaros contra-atacassem, mas o seu adversário nunca chegou. Às 09h20 do dia 17 de agosto, Justice e Démocratie colidiram em meio a forte neblina; a última embarcação perdeu o leme e a hélice central, enquanto o Justice teve a proa amassada. O Justice retirou-se para Malta para reparações, que demoraram apenas quatro dias a serem concluídas, e regressou à frota no dia 27 de agosto. Em 1 de setembro, os navios de guerra franceses bombardearam as fortificações austríacas em Cattaro, numa tentativa de atrair a frota austro-húngara, que mais uma vez se recusou a atacar. Além disso, muitos dos navios ainda tinham cartuchos carregados da batalha com Zenta, e os canhões não podiam ser esvaziados a não ser disparando-os. Nos dias 18 e 19 de setembro, a frota fez outra incursão no Adriático, navegando até o norte até a ilha de Lissa.
A frota continuou estas operações em outubro e novembro, incluindo uma varredura ao largo da costa de Montenegro para cobrir um grupo de navios mercantes que ali reabasteciam o seu carvão. Ao longo deste período, os couraçados circularam por Malta ou Toulon para manutenção periódica; Corfu tornou-se a principal base naval da região. As patrulhas continuaram até o final de dezembro, quando um submarino austro-húngaro torpedeou o Jean Bart, levando à decisão do comando naval francês de retirar a principal frota de batalha das operações diretas no Adriático. Durante o resto do mês, a frota permaneceu na Baía de Navarino. A partir de então, a frota de batalha ocupou-se com patrulhas entre Citera e Creta; essas varreduras continuaram até 7 de maio. Após a entrada italiana na guerra ao lado da França, a frota francesa entregou o controlo das operações no Adriático à Marinha Real Italiana e retirou a sua frota para Malta e Bizerta, tornando-se esta última a principal base da frota.
O Justice e Démocratie foram destacados da frota principal em janeiro de 1916 para reforçar a Divisão de Dardanelos, embora os Aliados evacuassem suas forças que lutavam lá naquele mês. Em junho, a frota de batalha francesa foi reorganizada; Justice, seus dois navios-irmãos, os dois navios da classe République e Suffren foram designados para o 3º Esquadrão. Os navios foram encarregados de pressionar o governo grego, que até então permanecia neutro, já que a esposa do rei Constantino I, Sofia, era irmã do imperador alemão Guilherme II. Os franceses e britânicos estavam cada vez mais frustrados com a recusa de Constantino em entrar na guerra e enviaram o 3º Esquadrão a Salónica para tentar influenciar os acontecimentos no país. Ao longo de junho e julho, os navios alternaram entre Salônica e Mudros, e mais tarde naquele mês a frota foi transferida para Cefalônia.
Em agosto, um grupo pró-Aliado lançou um golpe contra a monarquia grega na Noemvriana, que os Aliados procuraram apoiar. Vários navios franceses enviaram homens a terra em Atenas em 1º de dezembro para apoiar o golpe, mas foram rapidamente derrotados pelo exército monarquista grego. Em resposta, a frota britânica e francesa impôs um bloqueio às partes do país controladas pelos monarquistas. Em junho de 1917, Constantino foi forçado a abdicar e o 3º Esquadrão foi dissolvido; o Justice retornou ao 2º Esquadrão em 1º de julho, que incluía os outros navios da classe Liberté e três couraçados da classe Danton. Eles permaneceram em Corfu, em grande parte imobilizados devido à escassez de carvão, impedindo o treinamento até o final de setembro de 1918. No final de outubro, membros das Potências Centrais começaram a assinar armistícios com os britânicos e franceses, sinalizando o fim da guerra. Os navios da 2ª Esquadra foram enviados a Constantinopla para supervisionar a rendição das forças otomanas, e o Justice e Démocratie seguiram para o Mar Negro, onde supervisionaram a transferência dos navios de guerra russos que haviam sido apreendidos pelos alemães de volta ao controle russo.

### Carreira pós-guerra

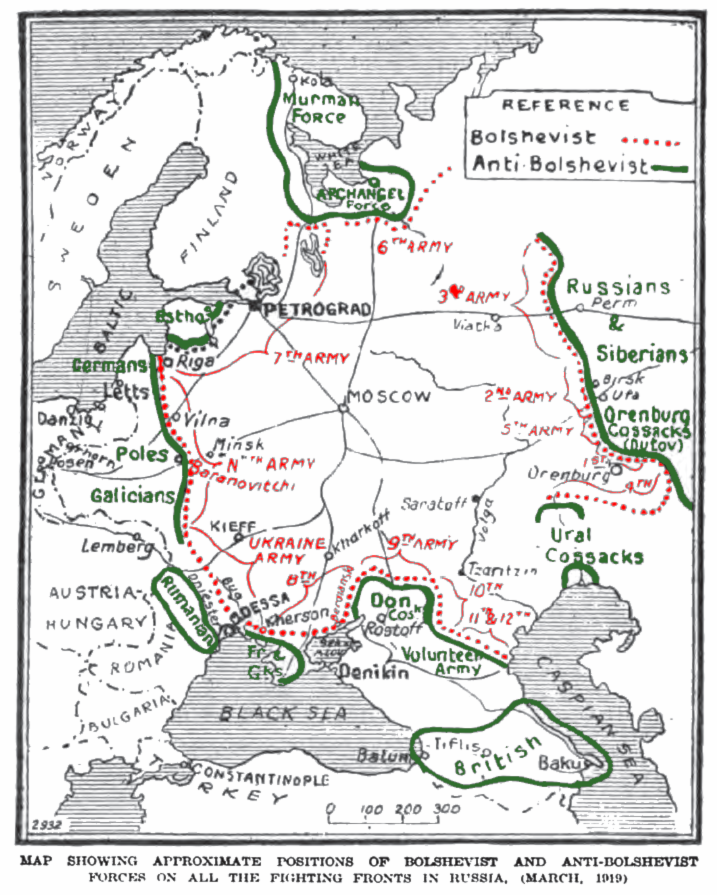
Mapa das posições aproximadas das forças bolcheviques e brancas na Rússia em 1919

Em 8 de dezembro, o comando naval francês ordenou que o Justice viajasse para Odessa para se juntar ao couraçado Mirabeau, que observava confrontos entre as forças bolcheviques e brancas durante a Guerra Civil Russa, parte da intervenção Aliada no conflito. Três dias depois, quando as forças bolcheviques pareciam prontas para avançar para a cidade, Justice, Mirabeau e o cruzador blindado Jules Michelet enviaram grupos de desembarque em terra para fortalecer as defesas brancas. Em 1º de janeiro de 1919, o Justice retornou a Constantinopla; nessa altura, a frota francesa no Mar Negro tinha sido designada como 2.ª Esquadra, e também incluía o Démocratie, os navios da classe Danton Diderot e Vergniaud, e o dreadnought France. A esquadra francesa foi posteriormente encarregada de apoiar as defesas brancas de Sebastopol e bloquear a costa da Ucrânia, que tinha caído em grande parte sob o controle dos bolcheviques.
Em meados de Abril, o comando francês tomou a decisão de retirar as forças francesas da participação activa no conflito, o que levou as tripulações dos navios a acreditar que regressariam em breve a casa. Quando, em 19 de abril, ficou claro que este não era o caso, os homens a bordo do Justice, France e Jean Bart se amotinaram  A situação piorou depois que um grupo de soldados gregos disparou contra uma multidão de manifestantes em terra; um marinheiro francês foi morto e outros cinco ficaram feridos. A tripulação do Justice ficou furiosa e começou a discutir a abertura de fogo contra o encouraçado grego Kilkis, atracado nas proximidades. O capitão do Justice ordenou que os canhões de seu navio fossem desativados, removendo os blocos da culatra para evitar um ataque. Esta intervenção foi suficiente para convencer a tripulação a abandonar o motim, embora as tripulações dos dreadnoughts continuassem. A situação acabou sendo neutralizada com o retorno da esquadra francesa à terra natal, uma das principais demandas dos amotinados.

Nesse ínterim, Mirabeau encalhou e foi gravemente danificado em fevereiro e foi reflutuado em abril e levado para Sebastopol para reparos. A ameaça iminente da conquista bolchevique da cidade obrigou-o a ser rebocado para fora do porto pelo Justice no dia 5 de maio. Ele levou o couraçado avariado para Constantinopla, onde permaneceram de 7 a 15 de maio antes de partir para a França. Ao passar pelos Dardanelos, as tripulações de ambos os navios realizaram cerimônias para homenagear os homens mortos a bordo do encouraçado Bouvet durante a campanha dos Dardanelos em 1915. Para evitar maiores danos a Mirabeau, o Justice foi limitado a uma velocidade de sete nós (treze quilômetros por hora) durante todos 3 300 quilômetros viagem. Os navios chegaram a Toulon em 24 de maio. No dia 6 de junho, o Justice voltou a atuar como rebocador, levando o sloop-of-war de minas da classe Elan, Commandant Rivière de Toulon para Brest, chegando lá no dia 17 de junho. A partir de então, o Justice foi reduzido a um navio-escola. Em 1 de abril de 1920, foi colocado na reserva especial e rebocado para a estação naval de Landévennec em 27 de abril. Ele foi desativado em 1º de março de 1921 e descomissionado em 29 de novembro. Ele foi vendido para desmanteladores de navios em 30 de dezembro, rebocado para Hamburgo, Alemanha, e desmontado em 1922.